# Факир Байкурт
Факир Байкурт (наст. имя Тахир Байкурт, тур. Fakir Baykurt; 15 июня 1929 года, Акчакёй, Турция — 11 октября 1999 года, Эссен, Германия) — турецкий писатель и профсоюзный деятель XX века.

## Биография
Родился Тахир Байкурт 15 июня 1929 года в Акчакёй, в районе Бурдур Турции. Родители — Элиф и Вели Байкурт. Дата его рождения точно не известна, однако он указал, что он родился, по воспоминаниям матери, в середине июня 1929 года. Семья дала ему имя его дяди Тахира, погибшего во время войны.
Тахир поступил в начальную школу Акчакёй в 1936 году и потерял отца всего два года спустя. После смерти отца Тахир переехал в Бурхание, в Бурсе, благодаря поддержке своего дяди Османа Эрдогуша, чтобы зарабатывать деньги на текстильных работах. Во время Второй мировой войны его дядя Осман пошёл служить турецкую армию, и это событие позволило Тахиру продолжить своё образование. В 1942 году Тахир начал писать стихи, когда серьёзно заболел малярией.
После окончания начальной школы он поступил в сельский институт (училище) в Гёнен, в Испарте (Ыспарта). Во время учёбы в институте он сосредоточился на поэзии и имел возможность прочитать много книг. О сельских институтах он сказал: «Сельский институт был для меня огромным шансом. Я не мог поступить ни в одну среднюю школу после окончания начальной школы, моя семья не могла себе этого позволить. Сельские институты привлекали деревенских студентов, у которых есть собственное стремление к высшему образованию, как у меня». В эти годы Тахир читал стихи Назыма Хикмета, левого поэта и писателя, который в то время находился под арестом. Ему приходилось читать большинство этих стихов тайком из-за политического преследования коммунистов в Турции.
Факир Байкурт умер 11 октября 1999 года в городе Эссен в Германии.

## Литературная карьера
Его первое опубликованное стихотворение Fesleen Kokulum (Мой ароматный базилик) было опубликовано в местном журнале Türke Doru. В 1947 году Тахир впервые использовал имя «Факир Байкурт» в качестве псевдонима, его псевдоним Факир известен в турецком литературном обществе больше, чем его настоящее имя Тахир («Факир»- бедный). Год спустя Факир окончил деревенский институт и был направлен учителем в деревню Каваджик, которая находится недалеко от родного города Факира. За свою карьеру он несколько раз встречался с поэтами и писателями. В 1951 году он женился на Музаффер, был назначен на Дерекёя, и его дом подвергся обыску в рамках процесса уголовного преследования. Два года спустя Факир поступил на отделение турецкой литературы педагогического факультета Гази. Факира судят в следующем году из-за некоторых его работ в журнале «Гайрет». В 1955 году он окончил педагогический факультет Гази, была опубликована его первая книга «Çilli» (Веснушчатое лицо).

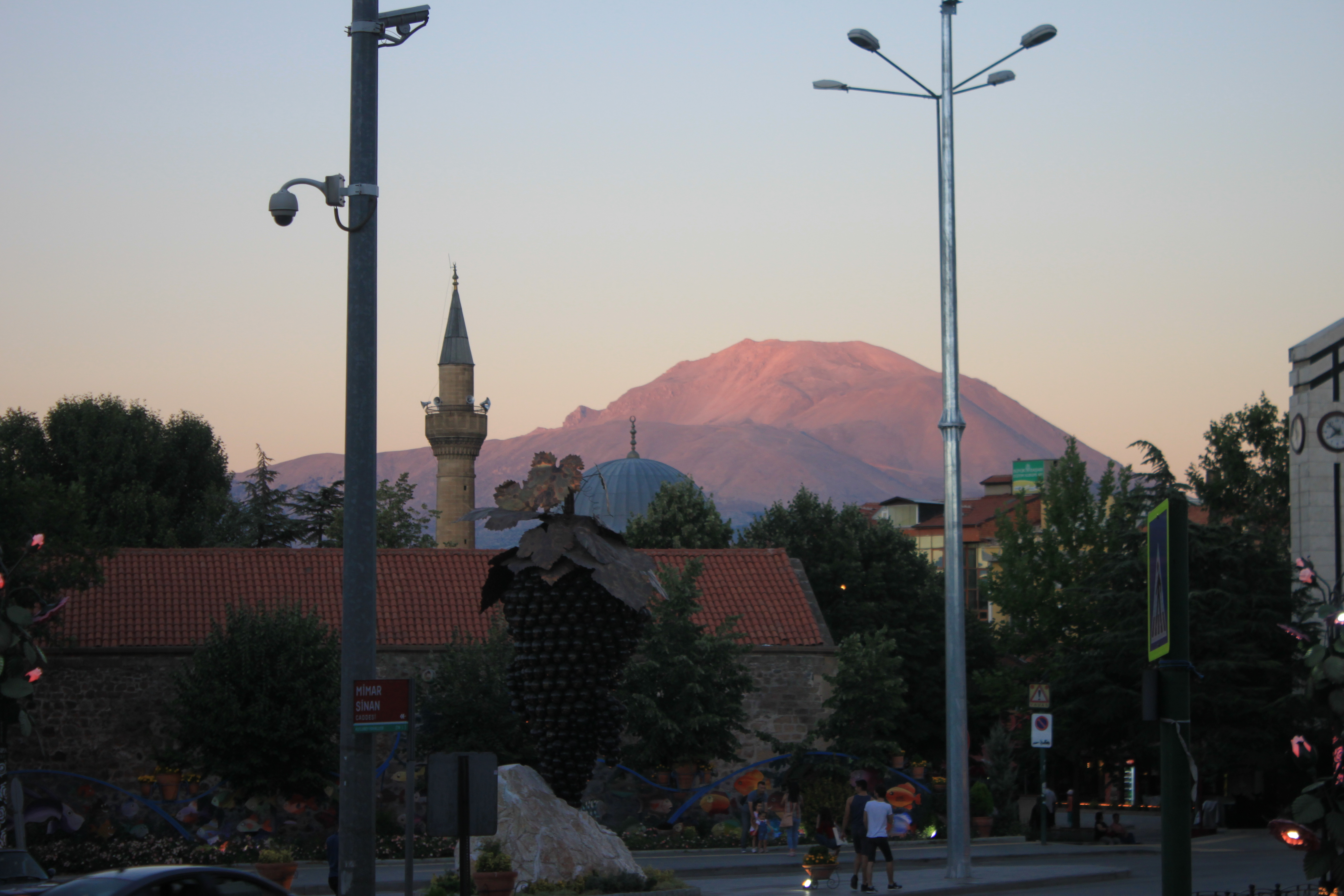
Город Испарта в Турции

В 1957 году он был призван в армию, у него родилась дочь Ишик, год спустя Факир получил премию Юнуса Нади за свой первый опубликованный роман «Йыланларин Оджу» (Месть змей). Однако он и комитет премии Юнуса Нади были привлечены к ответственности из-за этого решения. После этого преследования Факир начал писать для светской и республиканской ежедневной турецкой газеты «Джумхуриет». Факир был уволен с работы из-за своих статей в «Джумхуриет», после свержения авторитарной демократической партии в результате государственного переворота, Факир получил возможность вернуться к работе; он был назначен инспектором по образованию начальных школ в Анкаре, и вскоре Был опубликована его книга «Холм задумчивости».

## Политическая борьба
После прекращения политического преследования левых в Турции в результате государственного переворота 1960 года, по первому роману Факира «Йыланларын Оджю» был снят фильм (1962), поставленный Метином Эрксаном, и адаптированный для театральной постановки. Хотя фильм сначала был запрещён из-за содержащейся в нём критики, он снова был выпущен под влиянием президента Джемаля Гюрселя. В этот период были опубликованы его романы Onuncu Köy (Десятая деревня), Karın Ağrısı (Боль в животе), Irazca’nın Dirliği (Мир Иразки). Байкурт прошёл курсы по обучению эстетическому письму в Университете Индианы в Блумингтоне.
В 1963 году у него родился сын Тонгуч, Байкурт вернулся в Турцию и возобновил работу инспектора в Анкаре. Всего через год «Йыланларин Оджю» был переведен на немецкий и русский языки, а «Иразджанын Дирлиги» — на болгарский. В 1965 году Байкурт был одним из членов, учредивших Союз учителей Турции; он был избран председателем этого союза. Байкурт посетил Болгарию и Венгрию как председателя союза. Он был отстранён от должности инспектора по образованию из-за его деятельности в профсоюзе.
Его романы Amerikan Sargısı (Американская повязка) и Kaplumbağalar (Черепахи) были опубликованы в 1967 году, в том же году его роман Onuncu Köy был переведен на русский язык. Байкурт был обвинён и сослан в Февзипаша (Fevzipaşa), небольшой город на востоке Турции из-за его профсоюзной деятельности и статей в некоторых журналах. В 1969 году его сняли с должности, но год спустя решениями государственного совета он вернулся к своей работе.
В это же время были опубликованы его книги «Анадолу Гараджи» («Анатолийский гараж») и «Тырпан» (« Сват»). Байкурт получил Литературную премию TRT за романы «Сынырдаки Олю» и «Тырпан» . Во время государственного переворота Байкурт дважды подвергался аресту и осужден военным трибуналом. В 1973 году Байкурту был наложен запрет на выезд из страны. В эти годы были опубликованы его книги «О Бинлерче Кагни» (Десятки тысяч тумбрелей), «Кан Параси», « Кёйгёчюрен» (Разрушитель деревни), «Кеклик» (Куропатка) и İçerdeki Oğul (Мальчик в тюрьме). В 1975 году Байкурт был оправдан по делу Союза учителей Турции военным судом.

## Произведения
Романы
- Йыланларин Оджю (1954)
- Иразчанин Дирлиги (1961)
- Онунку Кёй (1961)
- Американ Саргиси (1967)
- Тырпан (1970)
- Кёйгечюрен (1973)
- Кеклик (1975)
- Кара Ахмет Дестани (1977)
- Яйла (1977)
- Юксек Фырынлар (1983)
- Коджа Рен (1986)
- Ярым Экмек (1997)
- Каплумбагалар (1980)

Рассказы
- Жилли (1955)
- Эфендилик Саваши (1959)
- Карин Агрысы (1961)
- Кюче Мухаммад (1964)
- Анадолу Гараджи (1970)
- На Бинлерче Кагни (1971)
- Кан Параси (1973)
- Ичердеки Огул (1974)
- Сынырдаки Олю (1975)
- Гедже Вардияси (1982)
- Барыш Чёреджи (1982)
- Дуйсбург Трени (1986)
- Бизим Инче Кызлар (1992)
- Дикенли Тел (1998)
- Эфкар Цепеси (1960)
- Чамарогланлары (1976)
- Керем иле Асли (1974)
- Кале Кале (1978)
- Каплумбагалар (1980)

Детские рассказы
- Топал Аркадаш
- Яндым Али
- Sakarca
- Сары Кёпек
- Дюнья Гюзели (1985)
- Сака Кушлары (1985)

Поэзия
- Бир Узун Йол
- Достлуга Акан Ширлер